# انتخابات سراسری بنگلادش (۲۰۱۸)
انتخابات سراسری بنگلادش (انگلیسی: Bangladeshi general election, 2018) در ۳۰ دسامبر ۲۰۱۸ توسط اعضاء جاتیا سانگساد برگزار شد. در این انتخابات عوامی لیگ بنگلادش به رهبری نخست‌وزیر شیخ حسینه به‌طور گسترده ای مجددا پیروز شد.

## پیشینه
انتخابات سراسری پیشین که در سال ۲۰۱۴ برگزار شد. بعد از اینکه توسط حزب اصلی اپوزیسیون، خالده ضیا که سه بار سمت نخست‌وزیری را برعهده داشته مورد تحریم قرار گرفت در نتیجه عوامی لیگ بنگلادش به رهبری نخست‌وزیر شیخ حسینه پیروز شد، و کاندیدها از ۱۵۴ کرسی در ۱۲۷ کرسی بی‌چون و چرا به پیروزی دست یافتند. از ۲۷ کرسی باقی مانده، حزب جاتیا به رهبری روشن ارشاد ۲۰ کرسی را بلامنازع تصاحب کرد، حزب کارگران ۲ کرسی به دست آورد و حزب جاتیا (مانجو) یک کرسی. در نتیجه خشونت به وجود آمده و تحریم اپوزیسیون، مشارکت رای‌دهندگان تنها ۵۱ درصد بود و درصد آرا در داکا در حدود ۲۲ درصد. نتایج ۱۳۹ کرسی از ۱۴۷ کرسی منتشر شد. عوامی لیگ بنگلادش ۱۰۵ کرسی، حزب جاتیا ۱۳ کرسی به دست آورد، حزب کارگران چهار کرسی، و JSD برنده دو کرسی شد و فدراسیون طریقت و BNF هر کدام یک کرسی را به دست آوردند. ۸ حوزه انتخاباتی به دلیل خشونت  آراءاش باطل اعلام شد و انتخابات به حالت تعلیق درآمد.
نمایندگان مجلس جدید انتخاب شده در تاریخ ۹ ژانویه سوگند یاد کردند. اخیراً BNP اعلام کرده‌است که اگر پارلمان فعلی منحل شود و کمیسیون انتخابات از میان اعضای غیر حزبی باشند، آماده است تا در انتخابات بعدی شرکت کند.
در نوامبر ۲۰۱۸، BNP به‌طور رسمی اعلام کرد که با جبهه جاتیا اوکیا (۲۰ حزب) و کمال حسین رهبر آن متحد شده‌اند. البته هنوز هم سردرگمی در مورد نقش خالده ضیا در انتخابات وجود دارد. ارشاد نظرات قبلی خود را تغییر داده و تصمیم گرفته‌است تا با رهبری عوامی لیگ بنگلادش متحد شود

## ائتلاف‌ها و اتحادها
|  | ائتلاف                          | رهبر             | اعضاء | برندگان کرسی ۲۰۱۴                    |
|  | ------------------------------- | ---------------- | --- | ------------------------------------ |
|  | اتحاد بزرگ بنگلادش              | شیخ حسینه        | عوامی لیگ بنگلادش حزب جاتیا (ارشاد) جاتیا ساماجتانتریک دال حزب کارگران بنگلادش حزب جاتیا (مانجو) فدراسیون طریقت بنگلادش حبهه میلیون بنگلادش بیکالپا دارا بنگلادش | ۲۵۰ (اتحاد بزرگ) ۳۴ (اتحاد ملی متحد) |
|  | جبهه جاتیا اوکیه و ۱۸ حزب اتحاد | کامیل حسین       | حزب ملی‌گرای بنگلادش جاتیااویکیا پروکریا جاتیا ساماجتانتریک دال - جی‌اس دی ناگوریک اویکیا لیگ کریشاک شرامیک جانتا دموکراتیک لیبرال حزب دموکراتیک لیبرال حزب کالیان حزب جاتیا بنگلادش خلافت مجلیش بنگلادش جاتیا حزب گاناتانتریک لیگ مسلمانان بنگلادش جمعیت علما اسلام بنگلادش | عدم مشارکت                           |
|  | اتحاد دموکراتیک چپ              | ۸ احزاب سیاسی چپ | حزب کمونیست بنگلادش حزب کارگران انقلابی گونوشونقوتی آندولون لیگ اتحاد کمونیست بنگلادش باساد (مارکسیست) گانتانتریک بیپلوبی آندولون ساماجتانتریک آندولون | عدم مشارکت                           |
|  |                                 |                  | |                                      |